# Drinkstone
Drinkstone – wieś w Anglii, w hrabstwie Suffolk, w dystrykcie Mid Suffolk. Leży 27 km na północny zachód od miasta Ipswich i 103 km na północny wschód od Londynu.